# Vriezenveen vasútállomás
Vriezenveen vasútállomás vasútállomás Hollandiában, Twenterand városában.

## Vasútvonalak
Az állomást az alábbi vasútvonalak érintik:
- Mariënberg–Almelo-vasútvonal

## Kapcsolódó állomások
A vasútállomáshoz az alábbi állomások vannak a legközelebb:
- Daarlerveen vasútállomás
- Almelo vasútállomás